# Čongno-gu
Čtvrť Čongno (korejsky 종로구; hanča 鐘路區), též Čongno-gu, je jedním z 25 gu, které tvoří město Soul v Jižní Koreji. Skládá se ze 17 dongů, celkem zaujímající plochu 23.91 km2, na které v prosinci 2024 žilo 138 336 obyvatel. Čtvrť představuje historické jádro města, ve kterém se nachází nejvýznamnější památky města jako je paláce Kjongbokkung a Čchangdokkung, náměstí Kwanghwamun se sochou krále Sedžonga a admirála I Sun-sina, Modrý dům, chrám Čogjesa nebo svatyně Čongmjo. Čtvrť je dnes oblíbenou turistickou destinací.

## Charakteristika
Čtvrť Čongno byla centrem starého Soulu, který byl ustanoven jako hlavní město dynastie Čoson téměř před 600 lety. Dynastie Čoson zde nechala vybudovat pět velkých palácových komplexů (Kjongbokkung, Čchangdokkung, Čchanggjonggung, Toksugung a Kjonghuigung), do kterých se soustřeďoval politický život země. Po skončení okupace Japonskem nechal prezident I Sung-man vystavit za palácem Kjongbokkung rezidenci Modrý dům, čímž navázel na staletou tradici sídla v Čongnu. Modrý dům byl využíván až do roku 2022, kdy se prezident Jun Sok-jol rozhodl sídlo prezidenta přesunout do bývalé budovy Ministerstva obrany ve čtvrti Jongsan.

## Pamětihodnosti

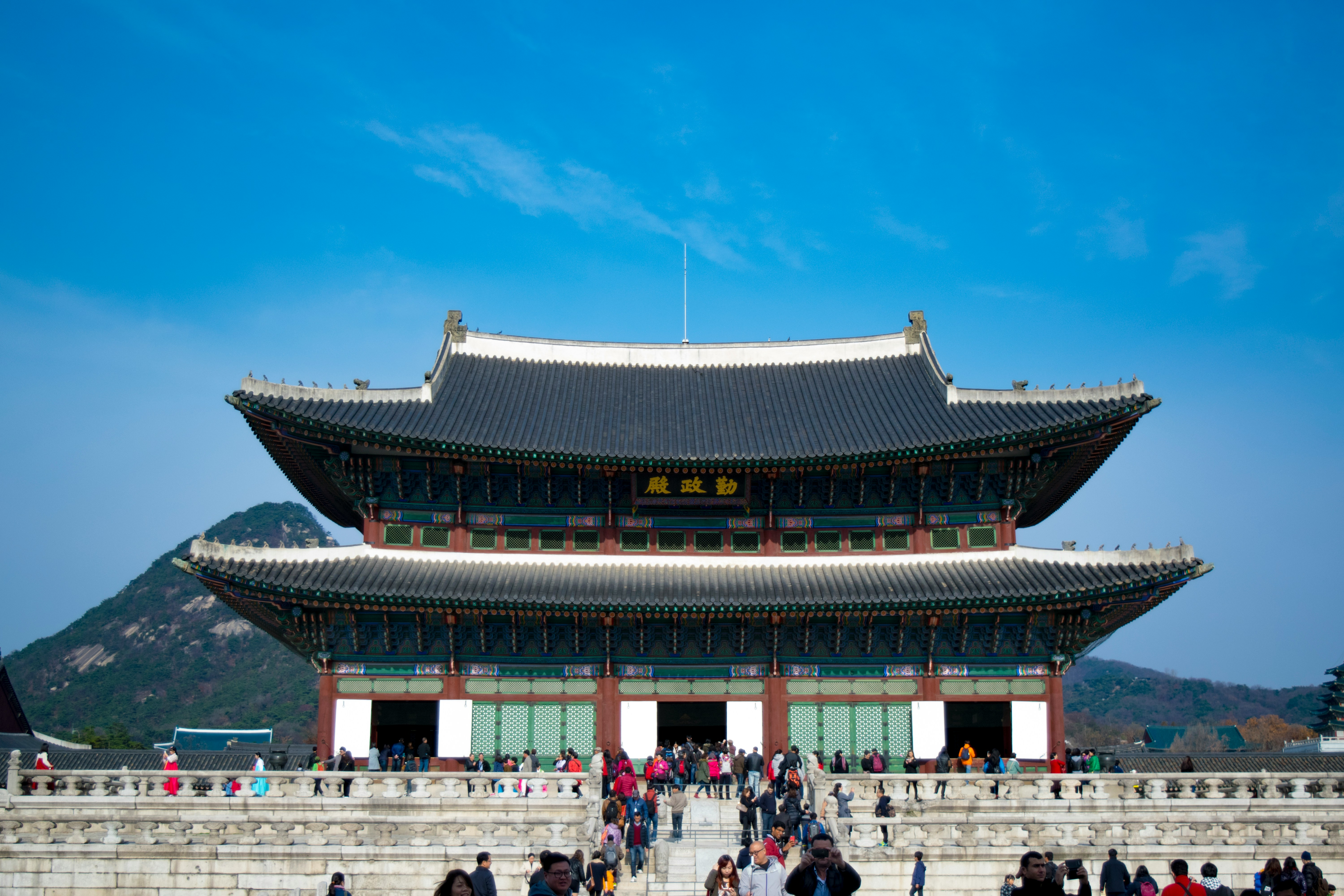
Palác Kjongbokkung
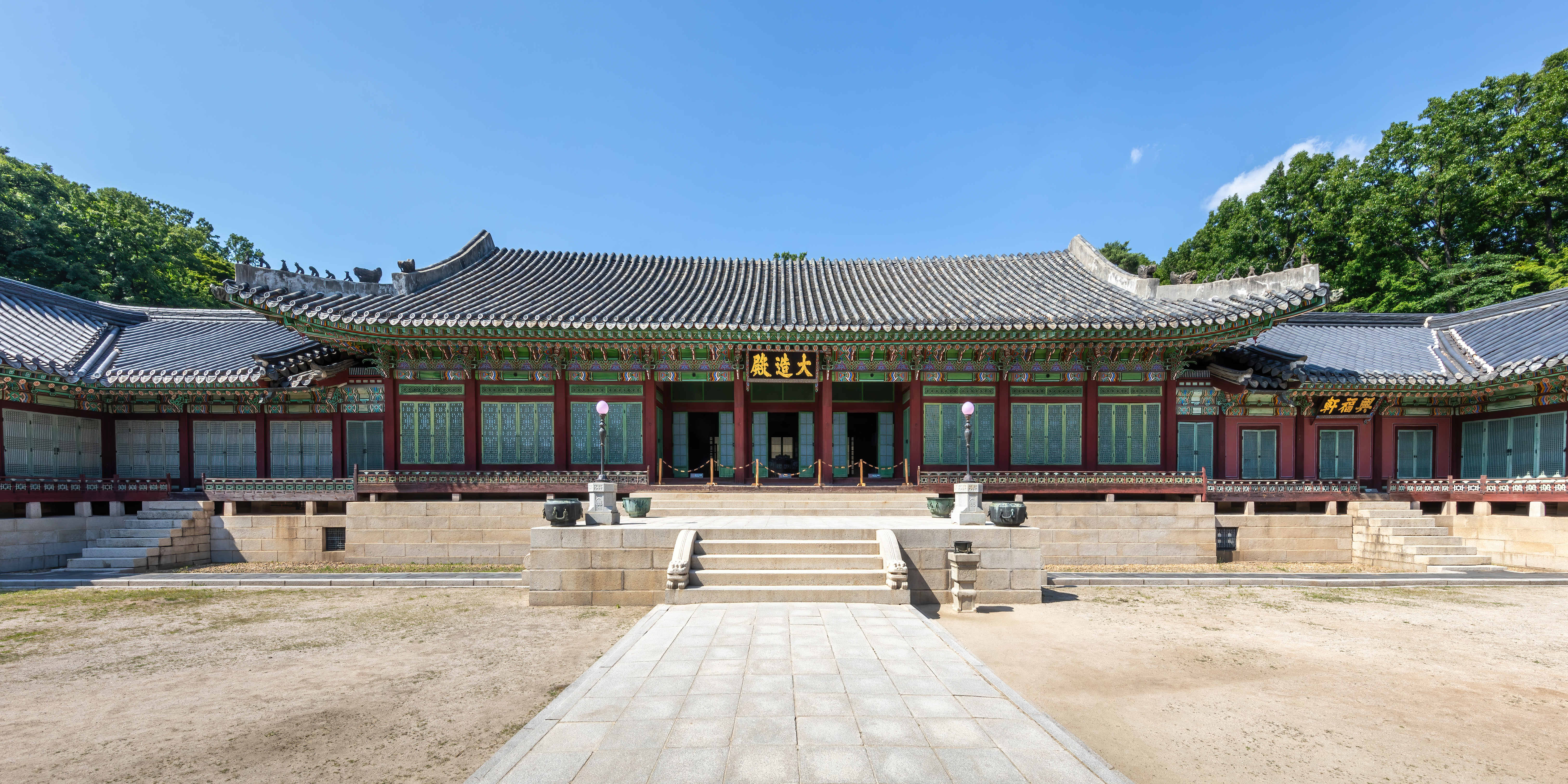
Palác Čchangdokkung, zapsaný na seznamu kulturního dědictví UNESCO
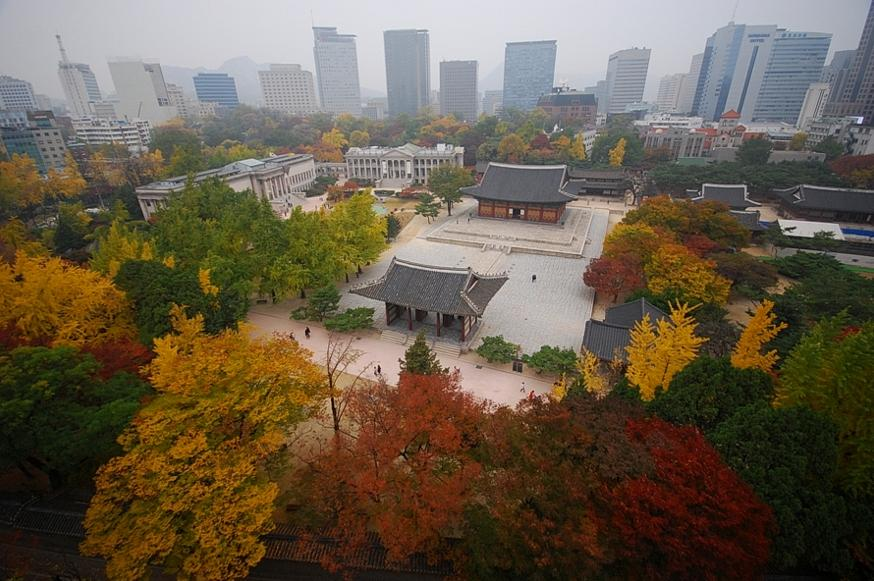
Palác Toksugung
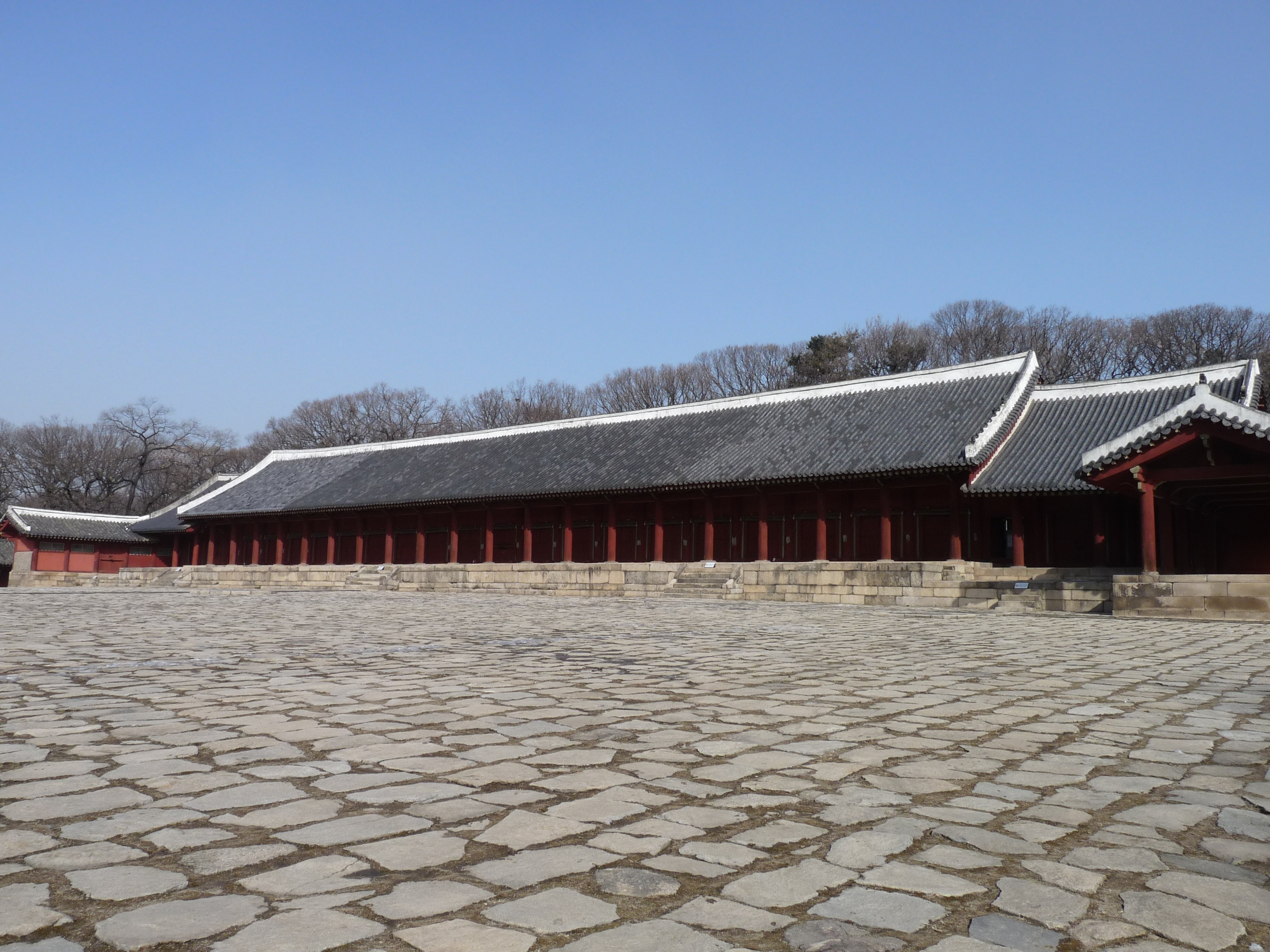
Konfuciánská svatyně Čongmjo, zapsaná na seznamu kulturního dědictví UNESCO
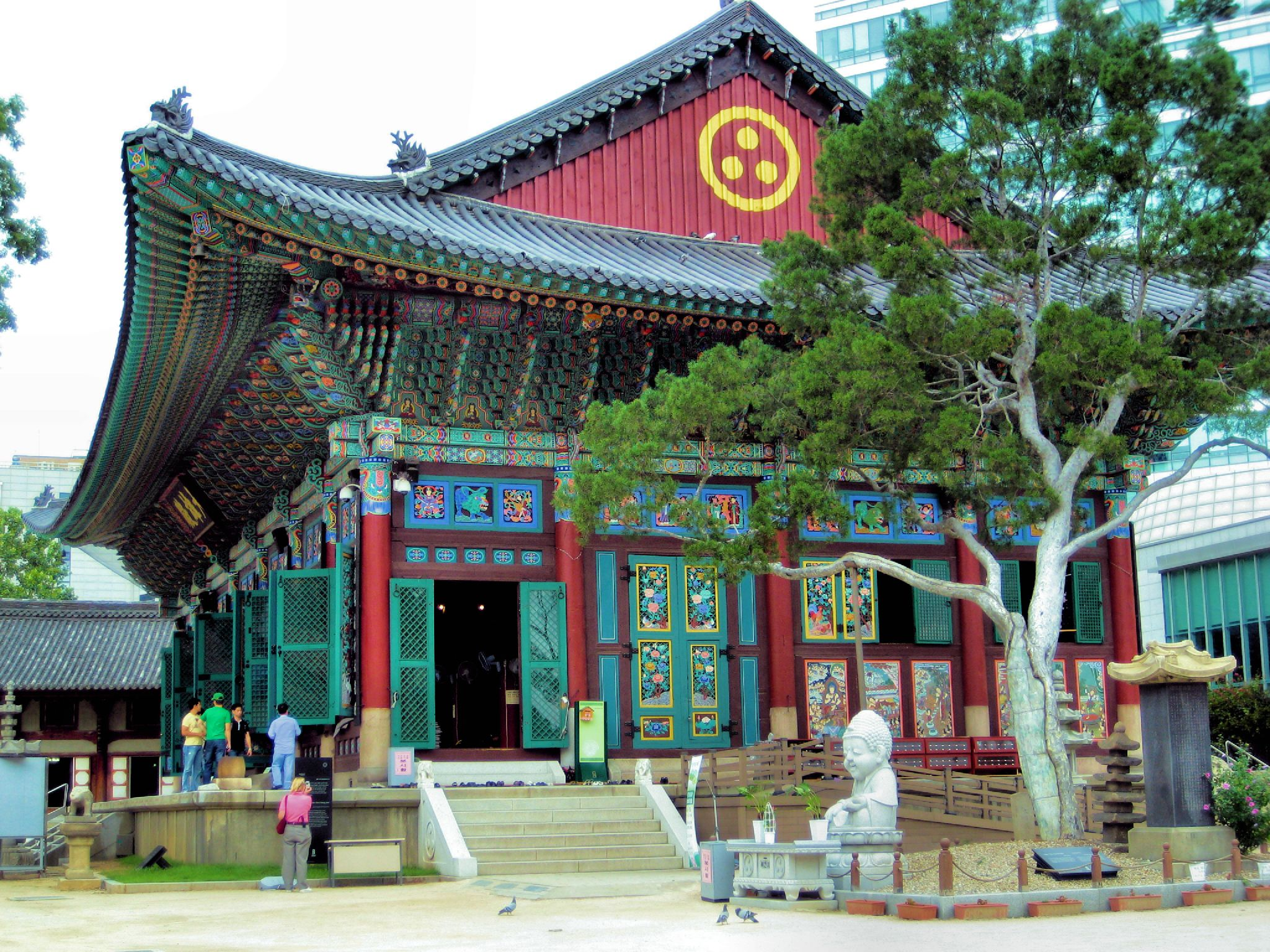
Chrám Čogjesa
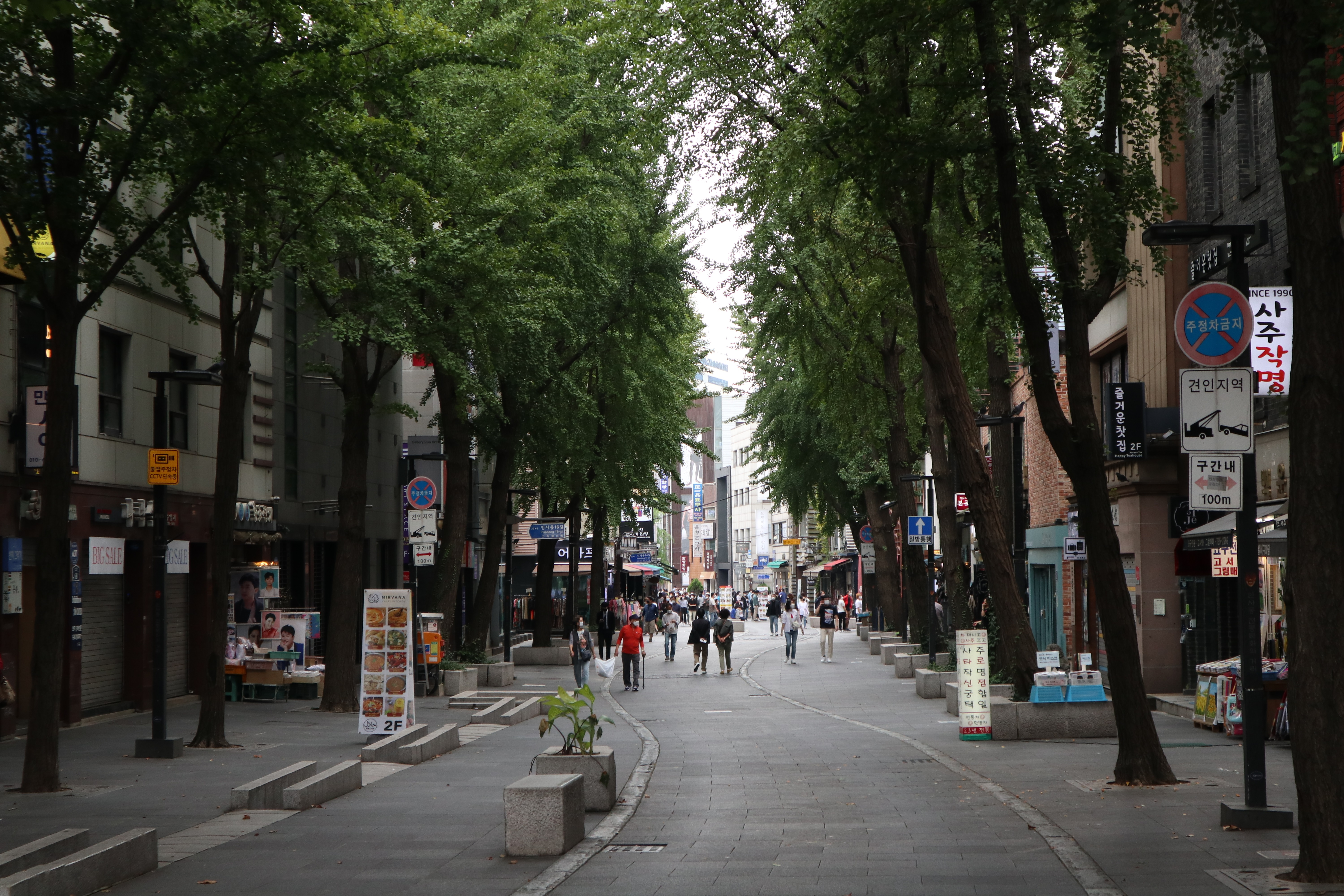
Čtvrť Insadong známá díky svým čajovnám a moderním galeriím
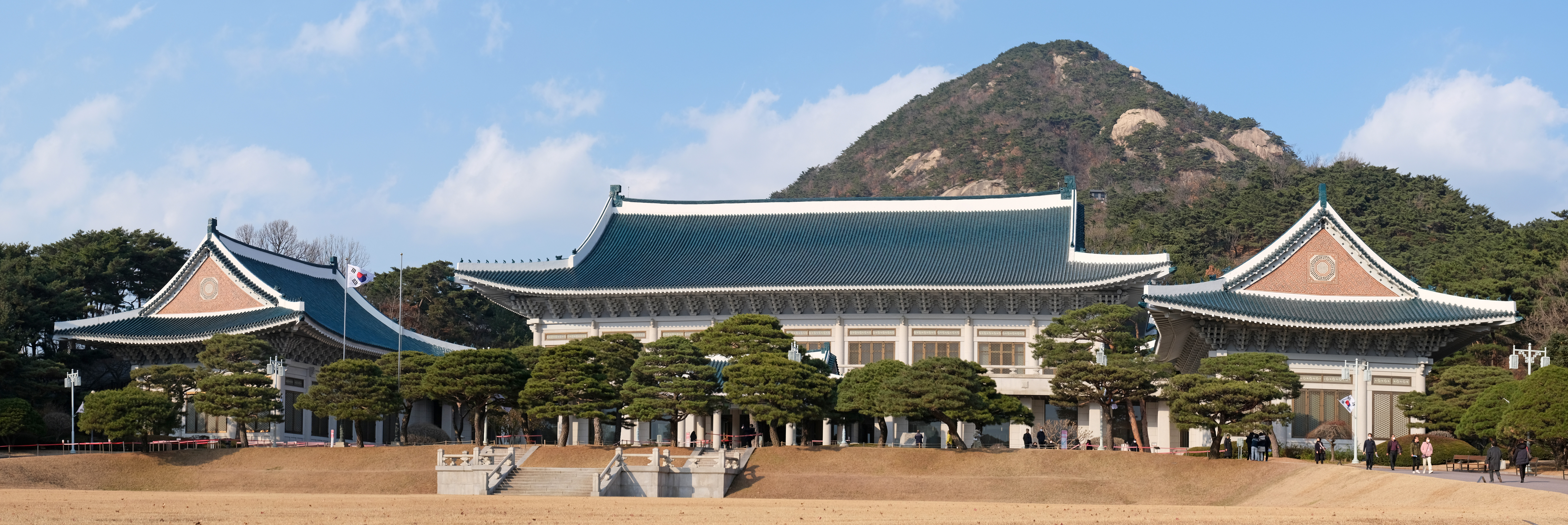
Modrý dům, bývalé sídlo prezidentů
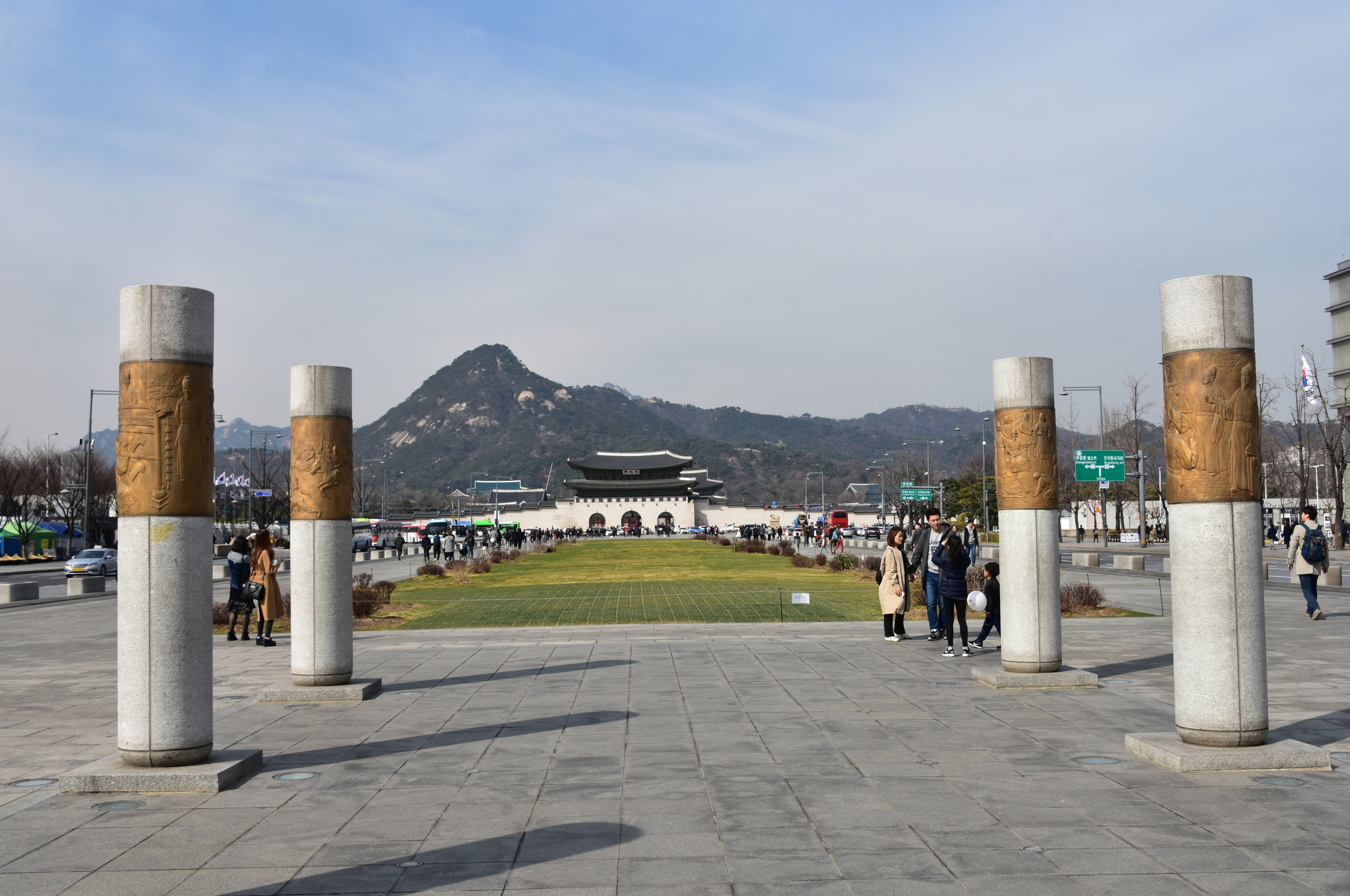
Náměstí Kwanghwamun
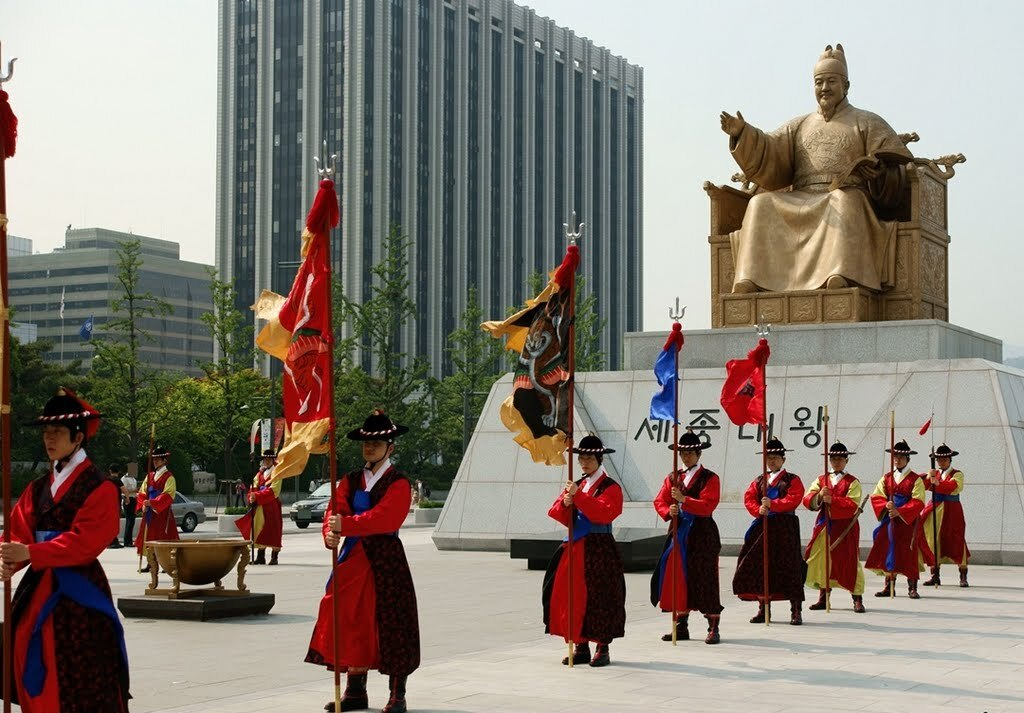
Socha krále Sedžonga Velikého na náměstí Kwanghwamun
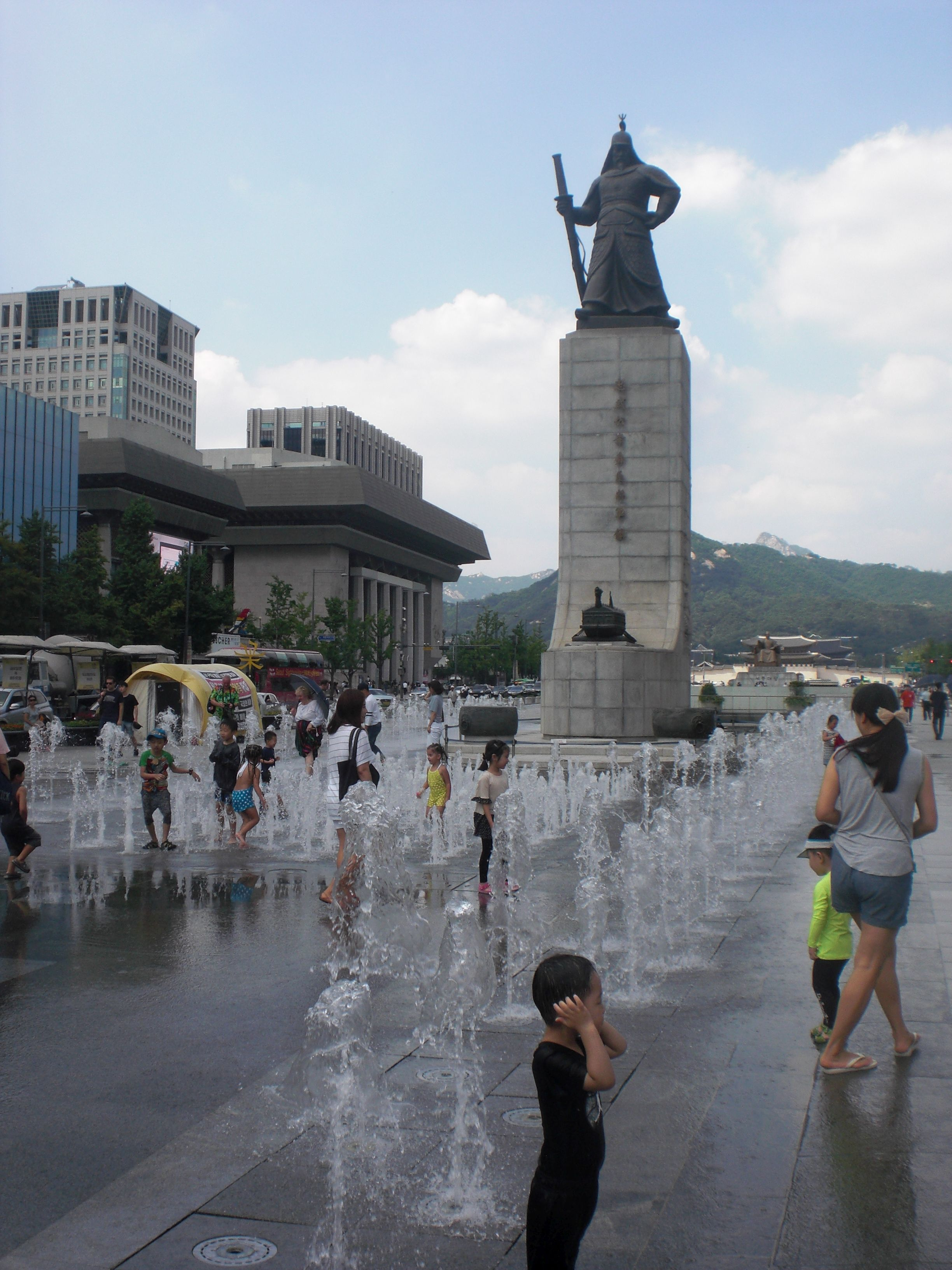
Socha admirála I Sun-sina na náměstí Kwanghwamun
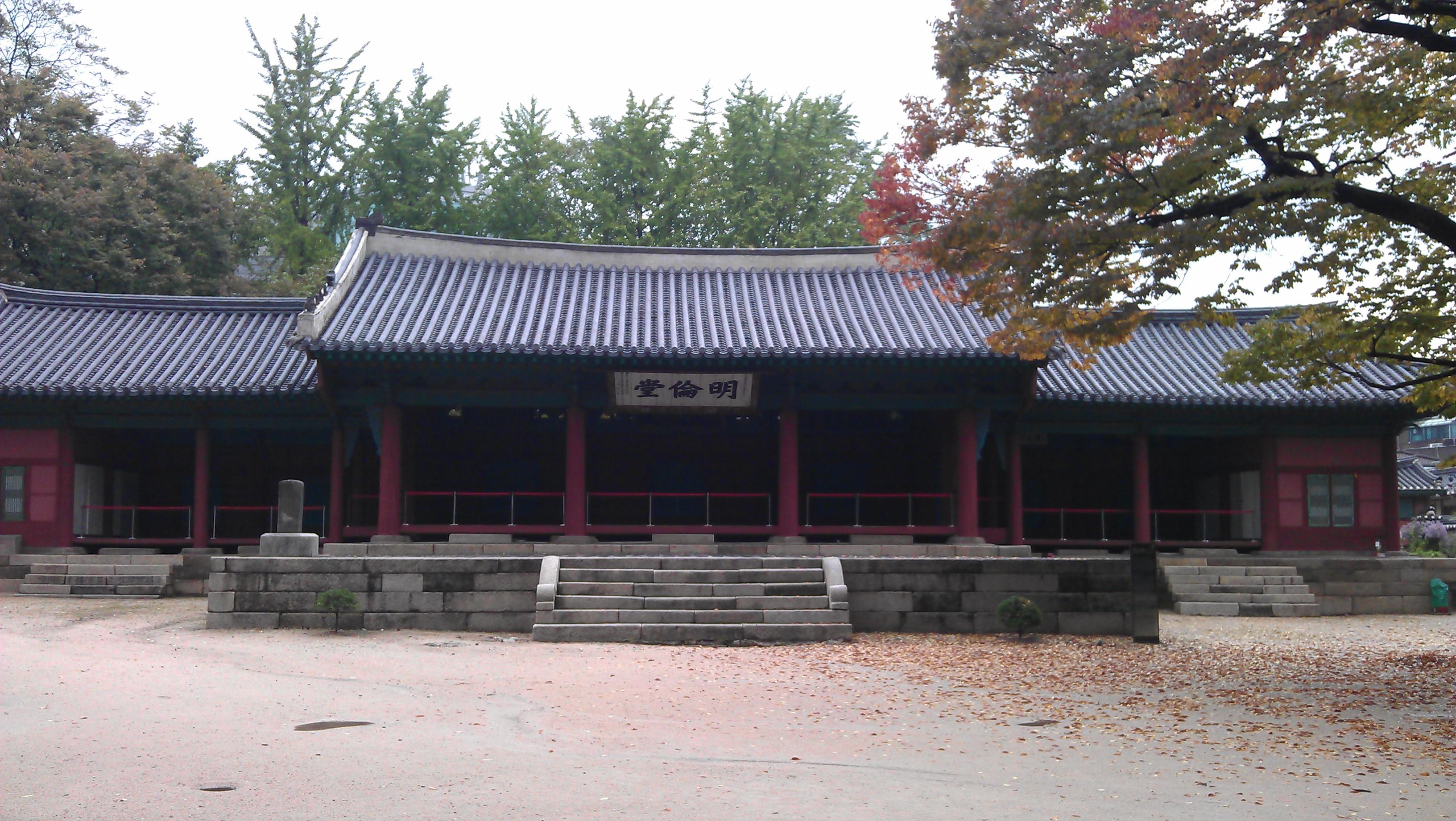
Univerzita Songgjungwan
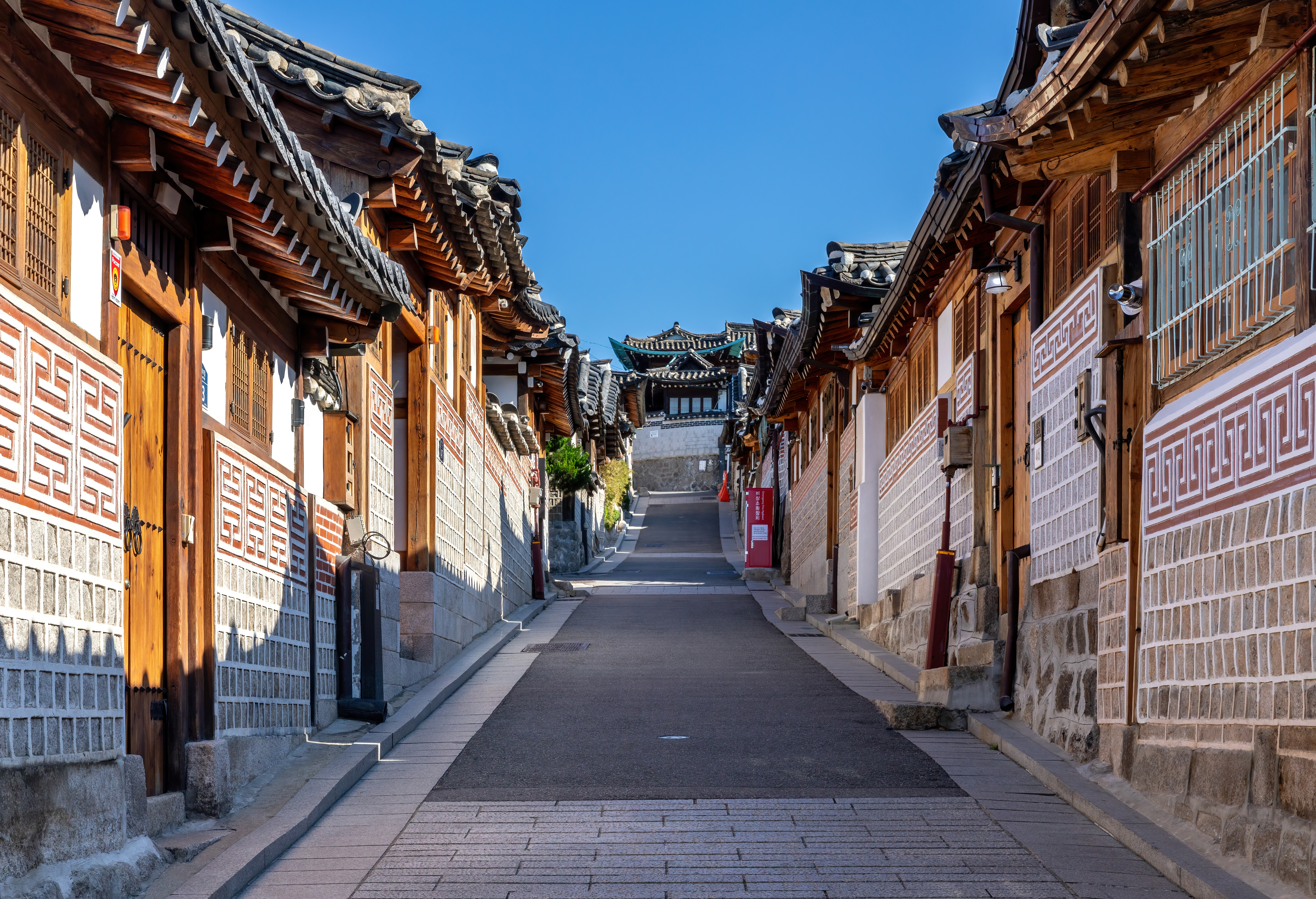
Vesnička Pukčchon s tradičními korejskými domy hanok